# René Berg
René Berg född Ian Bruce 24 februari 1956, var en brittisk musiker. Han har spelat bas och gitarr samt sjungit i band som Idle Flowers, Hanoi Rocks och Gang Bang Band. Han gav 1992 ut en soloskiva. René Berg dog 28 juli 2003, efter en lång tid av sprit- och drogmissbruk.

## Biografi

### 1980–1985: Flowers & Killers
Hela René Bergs liv verkar vara omhöljt av en viss mystik och det finns väldigt få dokument om hans tidiga år samt tiden före hans död. Han hade i vilket fall som helst sina rötter i Kent, England, men levde största delen av sitt aktiva musikerliv i London. 
Musikvärlden tog notis om Berg runt 1980, då han spelade gitarr och sjöng i poprockbandet Idle Flowers, tillsammans med sin flickvän Charlotte, som han kom att ha ett långt, om än stormigt, förhållande med. Redan då imponerade han på publiken med sin mjuka röst och sina låtskrivartalanger. Under början av åttiotalet gästade han ofta band som The Brood och  Hollywood Killers. 1984 gav han ut singeln All I Want Is You med Idle Flowers.

### 1985: Hanoi Rocks
1985 blev han kontaktad av Hanoi Rocks gitarrist Andy McCoy, som han kände efter att Idle Flowers spelat som förband för Hanoi Rocks. Hanoi Rocks basist Sam Yaffa hade lämnat bandet efter trummisen Razzles död och Andy ville att Berg skulle ersätta honom. Berg var inte den som tackade nej, utan flög över till Finland för några konserter och medverkade på Hanoi Rocks turné till Polen. Hans förhållande till det redan slitna och nedslagna Hanoi Rocks var inte problemfritt. Enligt de övriga medlemmarna var han dominant och oberäknelig och sångaren Michael Monroe har senare gett honom skulden till Andys heroinmissbruk. Andy har senare beskrivit ett av sina första ögonblick med Berg i Hanoi Rocks: 
René fick inte upp låset på sitt basfodral, så jag tog en kniv och försökte lirka upp det. När jag fick upp det ramlade det ut 200 piller i alla olika färger. Jag tänkte, herregud, inte en till sån!
Under turnén i Polen tvingade bandets övriga medlemmar Berg att ha på sig svarta kläder och de gav honom en kort sladd så att han måste stå stilla i skymundan under konserterna. Efter turnén sparkades Berg och ersattes av Hanoi Rocks tekniker Timo Kaltio. 
René Berg hann ändå medverka på några demospelningar med Hanoi Rocks, som faktiskt också spelade in hans låt Fast Car. Den och andra demolåtar som Berg medverkade på kan man höra på samlingsskivan Lean On Me. René Berg spelar också bas på liveskivan Rock N' Roll Divorce som spelades in i Polen.

### 1986–1990: Många korta projekt
Förhållandet till de övriga medlemmarna reparerades ändå snabbt (även om han aldrig blev omtyckt av Michael), eftersom han genast efter att Hanoi Rocks splittats 1985 medverkade på The Suicide Twins (Andy McCoy och Nasty Suicide) akustiska soloskiva, där han sjöng på låten Sweet Pretending. 
1986 bildade Berg bandet The Killers (en fortsättning på Hollywood Killers) tillsammans med Jim Penfold. Gruppen spelar in fyra låtar, men splittras året därpå. 
Ett bortglömt band som aldrig lyckades spela in ett album, men som gjorde många högklassiga demolåtar var det 1987 aktiva Gang Bang Band. René Berg stod för de flesta låtarna, men backades upp av prominenta musiker som Nasty Suicide och Buttz från The Babysitters. Med på skivan medverkade också Dumpy Dumnell och olika medlemmar av London Quireboys och Wolfsbane, samt Bernie Torme. Gang Bang Band spelade in en EP, men splittrades strax efteråt. 1999 gavs en samlingsskiva ut med alla Gang Bang Bands demon. 
1987 grundade Berg också bandet Soho Vultures a.k.a. Westend Central. Här spelade förutom Berg och Nasty också bl.a. basisten Dougie från Idle Flowers. Soho Vultures spelade in en rad demolåtar, bland annat London Town, som många anser att är René Bergs bästa låt någonsin. Bandet turnerade en kort tid i Finland, men också det blev ett kortlivat projekt.

### 1991–2003: Mästerverket och försvinnandet
Efter Soho Vultures försvann Berg helt från musikvärlden, men lyckades 1991 få ett skivkontrakt med ett stort bolag och 1992 gav han ut skivan The Leather, The Loneliness & Your Dark Eyes, som innehöll gamla låtar från tiden med bl.a. Soho Vultures och Gang Bang Band, men också nytt material. På skivan, som av många anses vara en förbisedd pärla, spelade storheter som Rat Scabies från The Damned, Paul Gray från U.F.O. samt Bernie Torme och Adam "Flea" Newman. Efter skivan spelade den här uppsättningen några liveshower i Storbritannien och Berg fick ett kontrakt för två skivor till. Han talade ofta om att låten London Town, som många saknade på The Leather... skulle vara med på nästa skiva.
Men det blev aldrig någon nästa skiva. René Berg kämpade med sprit, droger och depression och drog sig bort från showlivet och musikvärlden. Han fortsatte hela tiden att skriva och spela in demolåtar för sig själv, men han bröt kontakten med alla sina gamla vänner och flyttade tillbaks till Kent för att vara närmare sin familj. Vad han egentligen sysslade med under sina tio sista levnadsår vet knappast någon annan än hans allra närmaste. Den 28 juli 2003 gick han bort. Ingen förklaring har getts annat än att han var sjuk. Det har ryktats om att han till slut skulle ha fällts av en drogöverdos, men vänner ställer sig skeptiska till att Berg, som använt droger i 25 år, skulle ha varit så fumlig. Hans död må förbli ett mysterium. Han begravdes i stillhet den 18 augusti. Bernie Torme var den enda musiker som dök upp.

## Renés band
- Idle Flowers
- The Hollywood Killers
- The Brood
- Hanoi Rocks
- The Killers
- Gang Bang Band
- Soho Vultures / West End Central

## Diskografi
Album
- Rock N' Roll Divorce (live) (Hanoi Rocks, 1985)
- The Leather, The Loneliness & Your Dark Eyes (solo, 1992)
- Gang Bang Band (demosamling) (Gang Bang Band, 1999)